# Kärt besvär förgäves
Kärt besvär förgäves eller Fyra friares fiasko, även Förspilld kärleksmöda (originaltitel: Love's Labour's Lost) är en komedi av William Shakespeare.

## Tillkomsthistoria

### Datering
Pjäsen tros vara skriven 1594 eller 1595. Kyrkomannen Francis Meres räknar upp tolv Shakespearepjäser i sitt verk Palladis Tamia som utkom 1598, däribland Kärt besvär förgäves. Den trycktes i en kvarto samma år där det anges att den spelats vid drottning Elisabets hov senaste julen, vilket anses kunna syfta på antingen 1597/1598 eller 1596/1597. De frekventa rimmen placerar pjäsen i den lyriska perioden med poemet Venus och Adonis från 1592-1593. Udda ordval länkar å andra sidan samman pjäsen med Romeo och Julia och En midsommarnattsdröm, båda från omkring 1595, men den allmänna stilen anses datera pjäsen till tidigare. Dock antyder möjliga anspelningar på julfestligheterna vid juristkollegiet Gray's Inn 1594 att pjäsen skrevs, eller åtminstone färdigställdes, tidigt 1595.

### Pjäsens källor
Det finns inga källor till Kärt besvär förgäves. I Pierre de La Primaudayes L'Academie française som översattes till engelska 1586 återberättas historien om hur entouraget runt kungen ägnar flera år åt studier, men här nämns inte att de just skulle avstå från kvinnor. Det har föreslagits att intrigen kan ha varit inspirerad av tilldragelser kring Henrik av Navarra 1578 då Katarina de Medici besökte honom för att diskutera Akvitaniens framtid tillsammans med hans blivande hustru, hennes dotter Margareta av Valois. Till underintrigen med de lokala teaterförmågorna har karaktärerna hämtats från commedia dell'artes typgalleri. Pjäsen är full av ordvitsar som anspelar på företeelser då pjäsen var ny.

### Tryckningar och text
1598 års kvarto hade titeln A Pleasant Conceited Comedie called Loues labors lost och trycktes av William Wright och publicerades av Cuthbert Burby.
Kvartons titelblad anger att versionen "nyligen rättats och utvidgats". Upplagan anses vara ett nytryck av en tidigare förlorad upplaga. Båda upplagorna tros vara något självsvåldigt grundade på Shakespeares eget handskrivna manus. Nästa gång pjäsen publicerades var i the First Folio 1623 som sammanställdes av Shakespeares skådespelarkollegor John Heminges och Henry Condell och publicerades av Edward Blount och Isaac Jaggard. Denna upplagan är grundad på kvarton, men tros vara rättad med hjälp av en sufflörs exemplar.

## Handling
Kungen av Navarra och tre hovmän svär en ed att under tre år avstå från kvinnligt sällskap och istället ägna sig åt seriösa studier. Men prinsessan av Frankrike anländer tillsammans med tre hovdamer i ett diplomatiskt ärende. Kungen och hans tre hovmän blir blixtkära i var sin kvinna. En spanjor på besök, Don Armado, är i sin tur kär i Jacquette och skriver ett brev till henne.
Kungen och hans hovmän går bakom ryggen på varandra för att kurtisera damerna. De bevakar varandra avundsjukt. Biron förutspår att han är den ende som kan hålla vadet. Men han skriver ett brev till sin älskade och ber Costard överlämna det. Costard blandar ihop hans brev med Don Armados och Birons brev hamnar hos Jacquette som avslöjar innehållet för kungen. Biron bekänner att han brutit eden och förklarar att det värdigaste studiet är studiet av kärleken. Kungen och hans män klär ut sig för att uppvakta damerna. Samtidigt har dessa klätt ut sig som varandra för att driva med männen. När männen demaskerar sig blir de hånade av kvinnorna för sin misslyckade list.
Under en festlig tillställning skall sällskapet trakteras med en liten föreställning av tablåer uppspelad av några lokala förmågor. Skådespelarna uppträder som medeltidens klassiska nio hjältar. Föreställningen är riktigt usel. Den avbryts abrupt av en budbärare som berättar att prinsessans far, kungen av Frankrike, hastigt avlidit. Ett års sorg utlyses och frieriet får ett snöpligt slut. Det är inte så här det skall gå till i en pjäs, klagar Biron. Men kungen av Navarra säger att de helt enkelt får återuppta äktenskapsplanerna om ett år. Det är alltför lång tid för en teaterpjäs, replikerar Biron.

## Översättningar till svenska
Kärt besvär förgäves finns i fem svenska översättningar med olika titlar, varav fyra är publicerade och en har gjorts direkt för en teateruppsättning. Carl August Haglunds Kärt besvär förgäves kom ut 1861 i Shakspere's dramatiska arbeten. Bd 6. Per Hallströms Förspilld kärleksmöda trycktes 1922 i Shakespeares dramatiska arbeten. Lustspel, Bd 1. 1962 kom Åke Ohlmarks Kärt besvär förgäves i samlingsvolymen Komedier. Allan Bergstrands Fyra friares fiasko publicerades 1977 i William Shakespeares dramatiska arbeten. 3. 2015 gjorde Nina Pontén direktöversättningen Fåfängt Frieri för en uppsättning på Romateatern på Gotland.

## Uppsättningar
Det har spekulerats i att Kärt besvär förgäves framförts vid något av juristkollegierna Inns of Court under julfestligheterna och att den förlorade Love's Labour's Won skulle vara en uppföljare till påföljande år. Man vet att pjäsen spelats vid drottning Elisabets hov under julfestligheterna antingen 1596/1597 eller 1597/1598 och att den enligt ett brev från sir Walter Cope framfördes som privatföreställning på Southampton's House julen 1604/1605.
Kärt besvär förgäves hör till Shakespeares minst spelade pjäser. Den första kända föreställningen ägde rum 1839 på Covent Garden Theatre i London, iscensatt av Elizabeth Vestris. En mycket påkostad uppsättning som dock inte blev någon succé. De enda andra föreställningarna i Storbritannien under 1800-talet ägde rum 1857 på Sadler's Wells Theatre i London med Samuel Phelps, för att fira Shakespeares födelsedag 23 april 1885 på Shakespeare Memorial Theatre i Stratford-upon-Avon och 1886 på St. James's Theatre i London.
1932 regisserade Tyrone Guthrie pjäsen på Westminster Theatre i London och 1936 satte han upp pjäsen på nytt på Old Vic i London med Michael Redgrave (far till Vanessa Redgrave) som kungen av Navarra. 1946 satte Peter Brook upp en bitterljuv version på Royal Shakespeare Theatre i Stratford med Paul Scofield och förlade handlingen i pastoral miljö, inspirerad av Antoine Watteaus målningar. I Royal Shakespeare Companys produktion 1965, regisserad av John Barton, spelade Glenda Jackson. När John Barton återvände till pjäsen 1978 lät han kungen och prinsessan spelas med låg status, vilket vände på pjäsens dramaturgi. När Laurence Olivier satte upp pjäsen på Royal National Theatre 1968 fanns Derek Jacobi på rollistan.

### Uppsättningar i Sverige
- 1901 Kärt besvär förgäves, Kungliga Dramatiska Teatern, översättning Carl August Hagberg, regi Henrik Christiernsson
- 1971 Kärt besvär förgäves, Uppsala-Gävle stadsteater, översättning Allan Bergstrand, regi Anita Blom, med Jan Blomberg & Palle Granditsky
- 1995 Fyra friares fiasko, Spegelteatern vid Gripsholms slott, regi Peter Böök
- 2008 Fyra friares fiasko, Shakespeare på Gräsgården, Vadstena, översättning Allan Bergstrand, regi Per-Johan Persson, med Bert Rolfart
- 2015 Fåfängt Frieri, Romateatern, Gotland, översättning Nina Pontén, regi Stefan Marling

## Filmatiseringar (urval)
Kärt besvär förgäves har filmats förhållandevis många gånger.
- 2000 Kärt besvär förgäves (Love's Labour's Lost) regi Kenneth Branagh, med Kenneth Branagh

### Fotnoter
1. 1 2 3 4 5 6  The Oxford Companion to Shakespeare sid 264
2. 1 2 3  Kenneth Muir: The Sources of Shakespeare's Plays sid 77f
3. ↑  Kent Hägglund. William Shakespeare - En man för alla tider sid 222
4. ↑  The Oxford Companion to Shakespeare sid 145
5. 1 2 3  The Oxford Companion to Shakespeare sid 264f
6. 1 2  The Oxford Companion to Shakespeare sid 266
7. ↑  Erik Frykman: Shakespeare sid 62